# Vijayanagar

Maximale Ausdehnung des Vijayanagara-Reiches (ca. 1520)

Vijayanagar (oder Vijayanagara) war ein hinduistisches Königreich in Südindien, das von 1336/46 bis 1565 bestand. Es war nach einer gleichnamigen Stadt (deutsch: „Stadt des Sieges“) benannt. Unter ihrem heutigen Namen Hampi gehört sie zu den Stätten des UNESCO-Weltkulturerbes.

## Geschichte

### Grundlagen
Das Kernland von Vijayanagara war ein extrem trockenes Gebiet und im höchsten Maße von der Wasserspeicherung und Bewässerungsarbeit abhängig. Angesichts dünner Besiedlung war es zunächst ein Einwanderungsland. Erst allmählich entwickelte es sich im Mittelalter von einer Zone der Viehzucht und marginalen Ackerwirtschaft zu einem robusten Wirtschaftsgebiet, das eine wachsende Bevölkerung ernähren konnte. Eine bedeutende Rolle bei der Erschließung spielte die Tempelwirtschaft mit ihren Spendengeldern, dem Landbesitz und der religiösen Autorität. Angesichts der im Vergleich zum äußersten Süden verhältnismäßig schlechten wirtschaftlichen Ausgangsbasis waren die Clanchefs dieser Region an der Steigerung ihres Einkommens durch Söldnerdienste, Plünderungen und dem Zugriff auf die einträglichen Handelsrouten interessiert. Die durch Muhammad bin Tughluq (1325–1351), den Sultan von Delhi, im frühen 14. Jahrhundert verursachte politische Unordnung verstärkte diese Tendenz, und die Könige Vijayanagaras wussten sie für sich zu nutzen.

### Anfänge

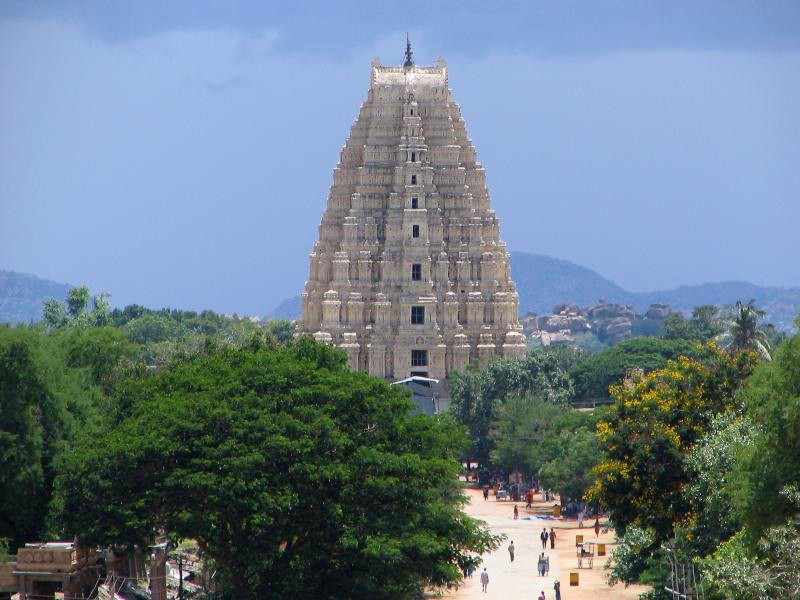
Virupaksha-Tempel in Hampi

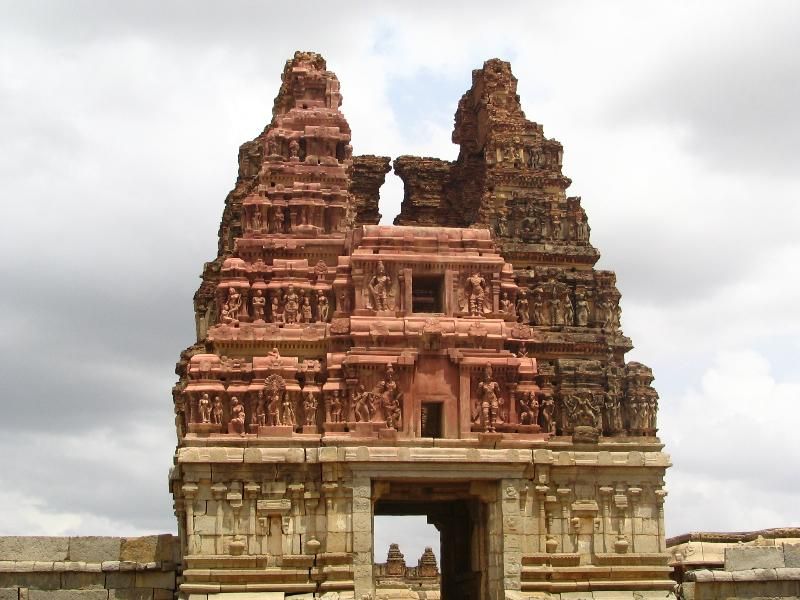
Verfallener Gopuram in Hampi

Die Reichsgründer waren die Brüder Harihara I. und Bukka Raya I., Söhne eines Mannes namens Sangama. Ihre Herkunft ist umstritten, einige Historiker vermuten den Aufstieg von ehemaligen Vasallen der Hoysala-Könige. Andere vertreten die These von einem Mönch namens Vidyaranya, der zwei verschleppte und zum Islam bekehrte Brüder wieder zum Hinduismus zurückführte (um 1336).
Sangama und seine fünf Söhne Bukka, Harihara, Kampana, Mudappa, Marappa standen zuerst in den Diensten des kurzlebigen Kampili-Königreichs, das 1327 von den Muslimen beseitigt wurde und danach (nach Darstellung der meisten Historiker Karnatakas) in den Diensten des Hoysala-Königs, der 1327 seine Hauptstadt Dvarasamudram verlor. Eine aus Dokumenten des 17. Jahrhunderts abgeleitete gegenteilige Darstellung besagt, dass sie stattdessen in die Dienste der Kakatiya von Warangal gegangen wären, bei deren Fall sie von den Truppen des Delhi-Sultans gefangen wurden und zum Islam übertraten. Der Sultan hätte sie dann zu Statthaltern im späteren Vijayanagara-Gebiet gemacht. Beides würde sich nicht unbedingt ausschließen: Sie könnten auch Muslime und trotzdem in den militärischen Diensten der Hoysala gewesen sein, denn seit dem 12. Jahrhundert sind derartige Anstellungen bei den Hoysala belegt und fahrende Krieger (Söldner) waren zu dieser Zeit nicht selten.

### Die erste Dynastie
Jedenfalls begründeten die Brüder die Stadt Vijayanagara am Fluss Tungabhadra und weihten ihr Reich dem Gott Virupaksha. Nach dem Tod des benachbarten, letzten Hoysala-Königs bestieg im Jahr 1346 den nun freien Thron, vielleicht sogar mit Zustimmung der Witwe, die noch 1349 in einer Inschrift vor ihm genannt wurde. In dieser Zeit bemühte sich der Mönch Vidyaranya (zusammen mit seinem Bruder Sayana) der vedischen Lehre und den Gesetzen der Brahmanen neue Geltung zu verschaffen. Insbesondere baute er die Legende um den Philosophen Shankara aus und stellte sie in den Dienst seiner Erneuerungspolitik.
Die Königsmacht war zunächst sehr schwach und hatte auch in den späteren Zeiten nur eine begrenzte Basis. Vor allem wurde sie in der ersten Generation der Vijayanagara-Könige mit dem Schutz der heiligen Stätten vor den angreifenden Muslimen gerechtfertigt. Vijayanagara ähnelte im 14. Jahrhundert mehr einer Gruppe halbautonomer Staaten als einem geeinten Königreich. So besaßen die drei Brüder Hariharas und Bukkas eigene Gebiete. Angesichts des begrenzten Vorlandes im Norden musste man sich auch auf die Hauptstadt verlassen. Diese (das heutige Hampi) war vom Tungabhadra-Fluss, von Sümpfen und Granitklippen geschützt, dazu kamen drei Granitmauern, drei Felsenburgen und unübersichtliche Berge. Sie überstand so viele Belagerungen und erregte später aufgrund ihrer Größe und Pracht das Erstaunen portugiesischer Besucher.
In langwierigen Feldzügen musste im 14. und 15. Jahrhundert der zähe Widerstand kleinerer Könige und lokaler Fürsten gebrochen werden, die sich z. T. auch mit dem Bahmani-Sultanat und Orissa verbündeten. Bereits Hariharas jüngerer Bruder und Nachfolger Bukka (reg. 1357–77) focht umfangreiche Kriege mit seinen Nachbarn aus. Er behauptete die Grenze am Fluss Krishna und schloss 1365 Frieden mit dem Bahmani-Sultanat, stattdessen eroberte er (bzw. sein Sohn Kumara Kampana) im Jahr 1370 das Sultanat Madurai an der Südspitze Indiens. Für das Jahr 1365 wird im Dekkan übrigens erstmals Artillerie erwähnt, bedient von Ausländern.
Erst Harihara II. (reg. 1377–1404) stärkte die Königsmacht, indem er gelegentlich Nicht-Verwandten und auch Brahmanen bedeutende Kommandos und Posten übergab. Unter Deva Raya II. (reg. 1426–1446) kam es in der Mitte des 15. Jahrhunderts zu einer weiteren Stärkung des Königreichs, zum einen durch die Armeereform, zum anderen durch eine verbreiterte steuerliche Basis. Geldsteuern wurden nun (zusätzlich zu den üblichen Steuern auf Getreide und andere Kulturen) auf den Handel speziell an der Malabar-Küste erhoben, ebenso auf Textilien und Metallwaren. Die nächsten Dynastien versuchten dann auch aus der Coromandel-Küste Einkommen zu ziehen, während sich ihre Vorgänger dort noch mit Ehrenbezeigungen begnügt hatten.
Die verbreiterte steuerliche Basis ging Hand in Hand mit einer Modernisierung der Armee, was auch die militärische Überlegenheit des Bahmani-Sultanats beendete. Unter Deva Raja II. zählte sie Mitte des 15. Jahrhunderts neben den üblichen Fußsoldaten über 35.000 Reiter, verfügte über 100.000 Bogenschützen, über Feuerwaffen und Kriegselefanten. Der König kaufte die Pferde für teures Geld in den Häfen der Malabar-Küste und nahm sogar Muslime in seine Dienste, für die er eine Moschee in Vijayanagara bauen ließ.

### Die Tuluvas: Machthöhepunkt und Scheitern
Nach inneren Zerfallserscheinungen wechselte Ende des 15. Jahrhunderts zweimal die Dynastie, indem jeweils ein General den Thron usurpierte.
Unter dem König Krishnadeva Raya (reg. 1509–1529) aus der Tuluva-Dynastie stieg Vijayanagara wieder auf: Der letzte Bahmani-Sultan wurde geschlagen und wieder in sein Amt eingesetzt (1509), die Dekkan-Sultanate wurden gegeneinander ausgespielt, es kam zu einer umfangreichen Bautätigkeit und zu einer Förderung der Dichtkunst. Handelskontakte wurden zu den Arabern und zu den Portugiesen in Goa unterhalten, denen man zuvor geholfen hatte die Stadt zu erobern. Im Kernland sicherte Krishnadeva seine Autorität, indem er ein ganzes System königlicher Festungen aufbaute und mit Söldnern (u. a. Portugiesen und Muslime mit Feuerwaffen, dazu Fußsoldaten nichtbäuerlicher Herkunft) besetzte. Diese Soldatenhaushalte und ihre brahmanischen Befehlshaber und Agenten verschafften ihm eine bisher unerreichte Machtfülle.
Die Königsmacht war aber nach wie vor begrenzt. Der König selbst verwaltete nur das Kronland, ca. 30.000 Quadratmeilen am Tungabhadra. Den Rest des Reiches verwalteten ranghohe Minister und Befehlshaber (Saluva Timma, Saluva Nayaka alias Chellappa, Saluva Timmarasu usw.). Ihre Verfügungsgewalt erstreckte sich dabei nicht allein über einkommensstarke Provinzen, deren Erträge nur teilweise an den König weitergeleitet wurden, sondern auch über bedeutende Truppenteile. Der portugiesische Reisende Fernao Nuniz (ca. 1535) beschreibt diese "Minister" als Lords, nicht als Beamte. Sie bekamen die Ländereien zu ihrer Verfügung, stützten sich bei der Verwaltung auf die vorhandenen lokalen Strukturen (z. B. die Tempel und Sekten) und zahlten dem König nur eine festgesetzte Summe, die bei weitem nicht dem Ertrag ihrer Gebiete entsprach. Es ist wenig verwunderlich, dass sich die Interessen ehrgeiziger Lords schnell gegen die Krone richten konnten. Gleichzeitig nahm die Zahl muslimischer Söldner in den Truppen zu, auch wurden Muslime bei Hofe und in der Armeeführung zugelassen. Allein Rama Raya nahm für seine relativ erfolgreiche Rebellion gegen den König Achyutadeva im Jahr 1535 einige Tausend muslimische Söldner aus Bijapur in seine Dienste.
Angesichts der expansiven Politik Vijayanagars im 16. Jahrhundert war eine unzuverlässige Machtbasis problematisch. Krishnadeva Raya hatte in den Jahren 1509/10 noch über die vereinigten muslimischen Sultanate triumphiert. Dem Regenten (bzw. De-facto-König) Rama Raya sollte das trotz großer Erfolge (z. B. Gefangennahme des Sultans von Ahmadnagar) nicht gelingen: Seine Politik endete in einer Katastrophe. Im Januar 1565 kam es zur entscheidenden Schlacht gegen die vereinten Dekkan-Sultanate bei Talikota: Zwei muslimische Generäle liefen über, der achtzigjährige Rama Raya wurde gefangen und sofort enthauptet. Vijayanagara wurde geplündert und zerstört, seine Bevölkerung zerstreute sich. Die königliche Familie floh und der nächste Regent, Tirumala Deva bemühte sich um eine Wiederbelebung der Stadt, hatte aber keinen Erfolg und verlegte den Hof nach Penukonda.
Der Staat bestand noch bis ca. 1650 weiter, stellte aber keinen ernstzunehmenden Machtfaktor mehr dar.

## Liste der Herrscher von Vijayanagara
Die Liste basiert auf dem Buch A Forgotten Empire von Robert Sewell.
Sangama-Dynastie
- Harihara Raya I. (Deva Raya) (1336–1343)
- Bukka Raya I. (1343–1379)
- Harihara Raya II. (1379–1399)
- Bukka Raya II. (1399–1406)
- Deva Raya I. (1406–1412)
- Vira Vijaya Raya (1412–1419)
- Deva Raya II. (1419–1444)
- (unbekannt) (1444–1449)
- Mallikarjuna Raya (1452–1465)
- Rajasekhara Raya (1468–1469)
- Virupaksha Raya I. (1470–1471)
- Praudha Deva Raya (1476–?)
- Rajasekhara Raya (1479–1480)
- Virupaksha Raya II. (1483–1484)
- Rajasekhara Raya (1486–1487)

Saluva-Dynastie
- Narasimha Raya (1490–?)

Tuluva-Dynastie
- Narasa Raya (Vira Narasimha) (?–1509)
- Krishnadeva Raya (Krishna Deva) (1509–1529)
- Achyuta Raya (1529–1542)
- Sadasiva Raya (1542–1567)

Aravidu-Dynastie
- Rama Raya (1542–1565)
- Tirumala Raya (1567–1575)
- Ranga Raya II. (1575–1586)
- Venkata Raya I. (1586–1614)
- Ranga Raya III. (1614)

## Literarische Darstellungen
Stadt und Reich Vijayanagar sind Gegenstand des 2023 erschienenen Romans Victory City von Salman Rushdie.